# Characoma albifascia
Characoma albifascia är en fjärilsart som beskrevs av Max Wilhelm Karl Draudt 1939. Characoma albifascia ingår i släktet Characoma och familjen trågspinnare. Inga underarter finns listade i Catalogue of Life.